# باك هاتشر
باك هاتشر (بالإنجليزية: Buck Hatcher)‏ هو لاعب كرة قدم أمريكية أمريكي، ولد في 11 مايو 1896 في فايتيفيل في الولايات المتحدة، وتوفي في 5 نوفمبر 1987.